# UCI Coupe des Nations Juniors 2009
L'UCI Coupe des Nations Juniors 2009 est la deuxième édition de l'UCI Coupe des Nations Juniors. Elle est réservée aux cyclistes de sélections nationales de moins de 19 ans (U19). Elle est organisée par l'Union cycliste internationale.

## Résultats

### Épreuves
| Date              | Épreuve                                           | Pays       | Vainqueur                | Vainqueur (nations) | Leader (nations) |
| ----------------- | ------------------------------------------------- | ---------- | ------------------------ | ------------------- | ---------------- |
| 12 avril          | Paris-Roubaix juniors                             | France     | Guillaume Van Keirsbulck | Belgique            | Belgique         |
| 6 - 10 mai        | Course de la Paix juniors                         | Tchéquie   | Łukasz Wiśniowski        | Allemagne           | Russie           |
| 21 - 24 mai       | Trofeo Karlsberg                                  | Allemagne  | Emil Soeberg Hovmand     | Danemark            | Pays-Bas         |
| 11 - 12 juillet   | GP Général Patton                                 | Luxembourg | Jan Hirt                 | Belgique            | Pays-Bas         |
| 21 - 26 juillet   | Tour de l'Abitibi                                 | Canada     | Andrew Barker            | États-Unis          | Pays-Bas         |
| 7 août            | Championnats du monde juniors du contre-la-montre | Russie     | Luke Durbridge           | Allemagne           | États-Unis       |
| 9 août            | Championnats du monde juniors sur route           | Russie     | Jasper Stuyven           | France              | États-Unis       |
| 18 - 20 septembre | Tour d'Istrie                                     | Croatie    | Zico Waeytens            | Belgique            | Belgique         |

### Classement par nations
| #  | Pays       | Pts. |
| -- | ---------- | ---- |
| 1  | Belgique   | 223  |
| 2  | Pays-Bas   | 215  |
| 3  | France     | 187  |
| 4  | États-Unis | 185  |
| 5  | Allemagne  | 159  |
| 6  | Danemark   | 150  |
| 7  | Russie     | 105  |
| 8  | Autriche   | 105  |
| 9  | Portugal   | 87   |
| 10 | Canada     | 84   |